# Alice (manzana)
Alice es el nombre de una variedad cultivar de manzano (Malus domestica). 
Un híbrido de manzana 'Ingrid Marie' x polen Desconocido, y originaria de Suecia. Fue introducido en los circuitos comerciales a inicios de la década de 1960. Las frutas tienen una pulpa blanca con una textura crujiente y jugosa pero con poco sabor. Tolera la zona de rusticidad delimitada por el departamento USDA, de nivel 1 a 4.

## Historia
'Alice' es una variedad de manzana, que fue criada por H. Jensen en 1943 en "Lantbrukshögskolan, Balsgård" (Centro de investigación Agrícola, Balsgard), Suecia, mediante el cruce de la variedad 'Ingrid Marie' como Parental-Madre x polen de una polinización abierta, por lo cual el Parental-Padre es desconocido. Desarrollado en Suecia como parte de un programa para encontrar cultivares resistentes al invierno con una larga vida útil. Nombrado en honor a Alice Wallenberg. Fue introducido en los circuitos comerciales en 1962.
'Alice' está cultivada en diversos bancos de germoplasma de cultivos vivos tales como en National Fruit Collection (Colección Nacional de Fruta) de Reino Unido con el número de accesión: 1968-034, y "nombre de accesión 'Alice'"

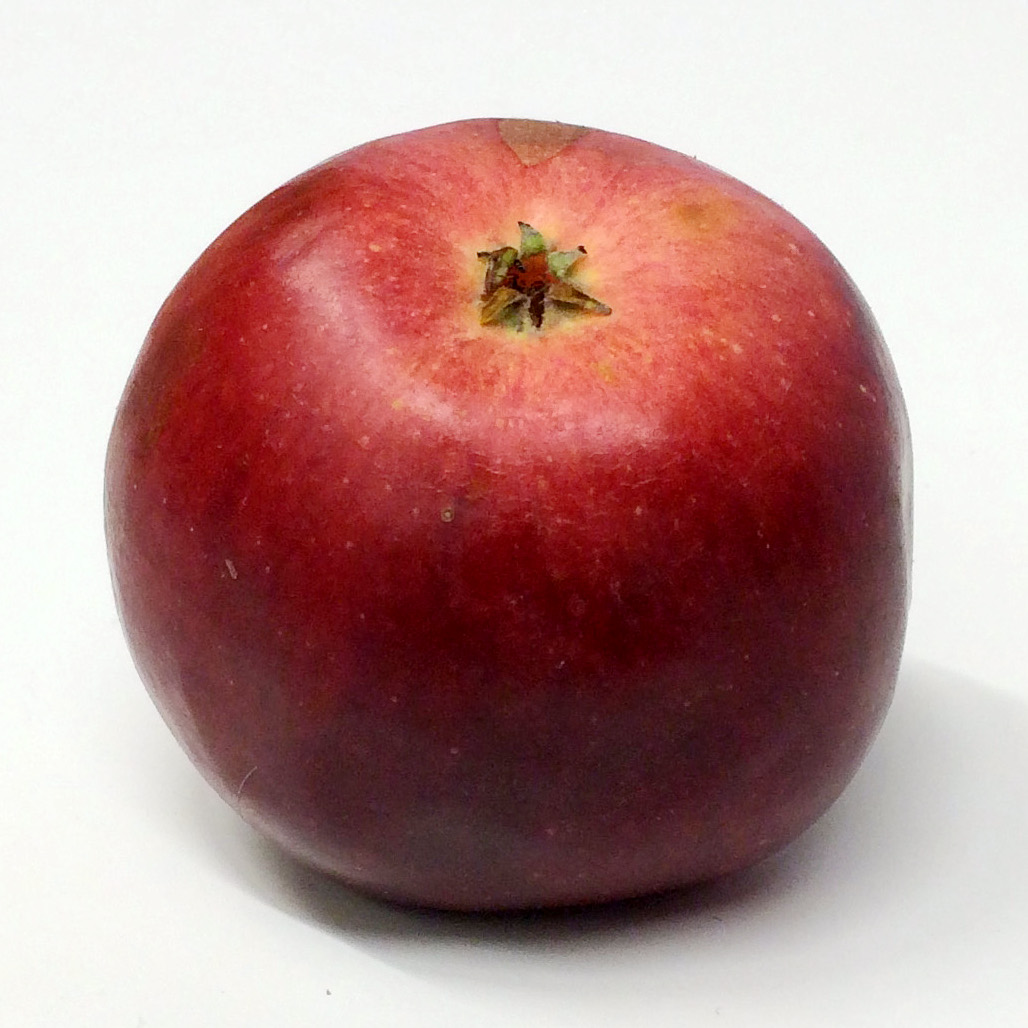
La manzana 'Alice' fotografiada en el "äppelfestival" (festival de la manzana) del Nordiska museets, septiembre de 2014.

## Características
'Alice' es un árbol de un vigor moderado. Propenso a agrietarse. Tiene un tiempo de floración que comienza a partir del 5 de mayo con el 10% de floración, para el 10 de mayo tiene una floración completa (80%), y para el 18 de mayo tiene un 90% caída de pétalos.
'Alice' tiene una talla de fruto mediano; forma cónico a oblongo aplanado; con nervaduras débiles, y corona débil; epidermis tiende a ser dura suave con color de fondo es amarillo verdoso, con un sobre color rubor rojo oscuro, casi púrpura en la cara expuesta al sol, importancia del sobre color medio (45- 55%), y patrón del sobre color rayado / chapa, con rayas algo más oscuras, escasamente moteado con lenticelas de tamaño medio más claras, ruginoso-"russeting" (pardeamiento áspero superficial que presentan algunas variedades) muy bajo; cáliz es grande y semiabierto, asentado en una cuenca amplia y poco profunda rodeada por una corona ligeramente protuberante; pedúnculo es media y de calibre grueso, colocado en una cavidad en forma de embudo con las paredes cubiertas de ligero ruginoso-"russeting"; carne de color blanca, de textura crujiente, sabor jugoso, suave.
Su tiempo de recogida de cosecha se inicia a finales de agosto. Se mantiene bien hasta dos meses en cámara frigorífica. Resiste el congelamiento.

## Usos
Una excelente manzana para comer fresca en postre de mesa.

## Ploidismo
Diploide, polen auto estéril. Tiene los genes sS3S5. Grupo de polinización: C, Día 11. Para su polinización en la floración esta variedad de manzana es polinizada, entre otras, por Ingrid Marie.